# Stanley Miller
Stanley Lloyd Miller (ur. 7 marca 1930 w Oakland, zm. 20 maja 2007 w San Diego) – amerykański chemik i biolog, zajmujący się badaniami nad początkami życia na Ziemi, najbardziej znany z tzw. eksperymentu Millera.
Urodził się w Oakland, studiował na University of California w Berkeley, a na University of Chicago obronił w 1954 doktorat z chemii jako student noblisty Harolda Ureya. Gdy w 1951 Urey wysunął hipotezę o składzie atmosfery pierwotnej Ziemi, w której miało nie być tlenu, a para wodna, wodór, amoniak i metan, Miller podjął decyzję o przeprowadzeniu eksperymentu, w którym dowiódł, że niezbędne życiu aminokwasy mogły powstać na pierwotnej Ziemi w wyniku prostych procesów chemicznych. Po zakończeniu doświadczenia Miller wykrył w swojej aparaturze 12 aminokwasów. W kolejnych latach Miller kontynuował prace nad podjętym przez siebie tematem, modyfikując skład mieszaniny gazów reakcyjnych.
W 2008 Jeffrey Bada, jeden ze studentów Millera, przebadał ponownie próbki uzyskane przez Millera pół wieku wcześniej. Za pomocą nowocześniejszej aparatury udało mu się wykryć w materiale badawczym 22 aminokwasy.